# Guilherme Castilho
Guilherme Castilho Carvalho (ur. 19 września 1999 w Arapoemie) – brazylijski piłkarz występujący na pozycji środkowego pomocnika, od 2024 roku zawodnik meksykańskiego Juárez.